# Coupe Spengler 1969
Navigation
Édition précédente Édition suivante
La Coupe Spengler 1969 est la 43e édition de la Coupe Spengler. Elle se déroule en décembre 1969 à Davos, en Suisse.

## Règlement du tournoi
Les équipes sont regroupés au sein d'un seul groupe. Les équipes jouent un match contre chacune des autres équipes. Le premier du groupe est déclaré vainqueur de la Coupe Spengler.

## Résultats

### Phase de groupe
| Clt   | Équipe           | PJ | V | D | N | BP | BC | Pts |
| ----- | ---------------- | -- | - | - | - | -- | -- | --- |
| +001, | Lokomotiv Moscou | 4  | 3 | 0 | 1 | 19 | 4  | 7   |
| +002, | Dukla Jihlava    | 4  | 3 | 1 | 0 | 17 | 4  | 6   |
| +003, | Finlande         | 4  | 2 | 1 | 1 | 20 | 8  | 5   |
| +004, | HC Davos         | 4  | 1 | 3 | 0 | 5  | 33 | 2   |
| +005, | EV Füssen        | 4  | 0 | 4 | 0 | 4  | 16 | 0   |

- Vainqueur de la compétition